# Frontenac (Minnesota)
Pour les articles homonymes, voir Frontenac.
Frontenac est une census-designated place située dans le comté de Goodhue, dans l’État du Minnesota, aux États-Unis. Sa population s’élevait à 282 habitants lors du recensement de 2010.